# قایم‌موشک (فیلم ۱۹۶۴)
قایم موشک (انگلیسی: Hide and Seek) یک فیلم جاسوسی بریتانیایی است که در سال ۱۹۶۴ منتشر شد. از بازیگران آن می‌توان به کورد یورگنس و جرج پراودا اشاره کرد.